# Вилла-Санто-Стефано
Вилла-Санто-Стефано (итал. Villa Santo Stefano) — коммуна в Италии, располагается в регионе Лацио, подчиняется административному центру Фрозиноне.
Население составляет 1763 человека, плотность населения составляет 88 чел./км². Занимает площадь 20 км². Почтовый индекс — 03020. Телефонный код — 0775.
Покровителем коммуны почитается святой первомученик Стефан, празднование 16 августа.